# Беседка Росси
Беседка Росси (Трельяж «Турецкая беседка») — памятник архитектуры. Расположен в Павловске, в центральной части Павловского парка севернее Главной аллеи.
Турецкая беседка была сооружена на этом месте в 1799 году в связи с празднованием 23 июня в Павловске дня св. Иоанна Иерусалимского. Праздник проходил на Парадном поле, и чтобы Павел I, Великий магистр Мальтийского ордена Иоаннитов, мог вместе с семьёй наблюдать за праздничными кострами, был сделан специальный шатёр. Изначальная беседка предположительно была создана П. Гонзаго.
В 1815 году беседка была перестроена Карлом Росси согласно облику остального парка.
Сооружение — обсаженная липами большая овальная площадка, из крон которых при соответствующей стрижке создаётся лиственный шатёр. Вокруг площадки на прямоугольных постаментах разной высоты стоят стилизованные под античность чугунные вазы.